# Bataille de Grand-Reng
Guerres de la Révolution française
Batailles
La bataille de Grand-Reng ( aussi appelée bataille de Rouveroy ) s’est tenue le 13 mai 1794 et a vu les troupes du Saint-Empire, renforcées par les Provinces-Unies, s’imposer face à une armée française dirigée par le général Charbonnier. Elle eut lieu dans le village de Grand-Reng à la frontière française, sur la rive est de la Sambre.

## Prémices

### Stratégie

#### Plan français
Le 6 mai 1794, les généraux français se réunissent pour définir un plan permettant à l'armée des Ardennes et à l'armée du nord de franchir la rivière de la Sambre. Le général Pichegru publie un jour plus tard ce nouveau plan. Sur l'aile gauche de l'armée du Nord, 70 000 hommes doivent s'emparer d'Ypres et de Tournai. Pendant ce temps, le général Ferrand, avec 24 000 hommes, doit tenir le centre de la ligne près de Maubeuge et Guise, prêt à intervenir si les coalisés reculent. L'aile droite de l'armée du Nord, sous les ordres de Desjardin, et l'armée des Ardennes, sous les ordres de Charbonnier, avec un total de 60 000 hommes, reçoivent l'ordre de se rassembler à Philippeville. De cette ville, leurs forces combinées doivent traverser la Sambre à Thuin et se diriger vers le nord-ouest en direction de Mons. Diviser cette armée de 150 000 hommes pour couper le ravitaillement à l'ennemi puis l'encercler reste un plan simple et efficace face à une armée moins mobile. Ce dispositif présente toutefois le défaut d'offrir à Cobourg et ses forces l'occasion de faire une manœuvre en lignes intérieures qui pourrait entraîner la percée des défenses françaises ; cependant, Pichegru ne fait aucune allusion à cette éventualité bien qu'il soit au courant de la possibilité de la combinaison.

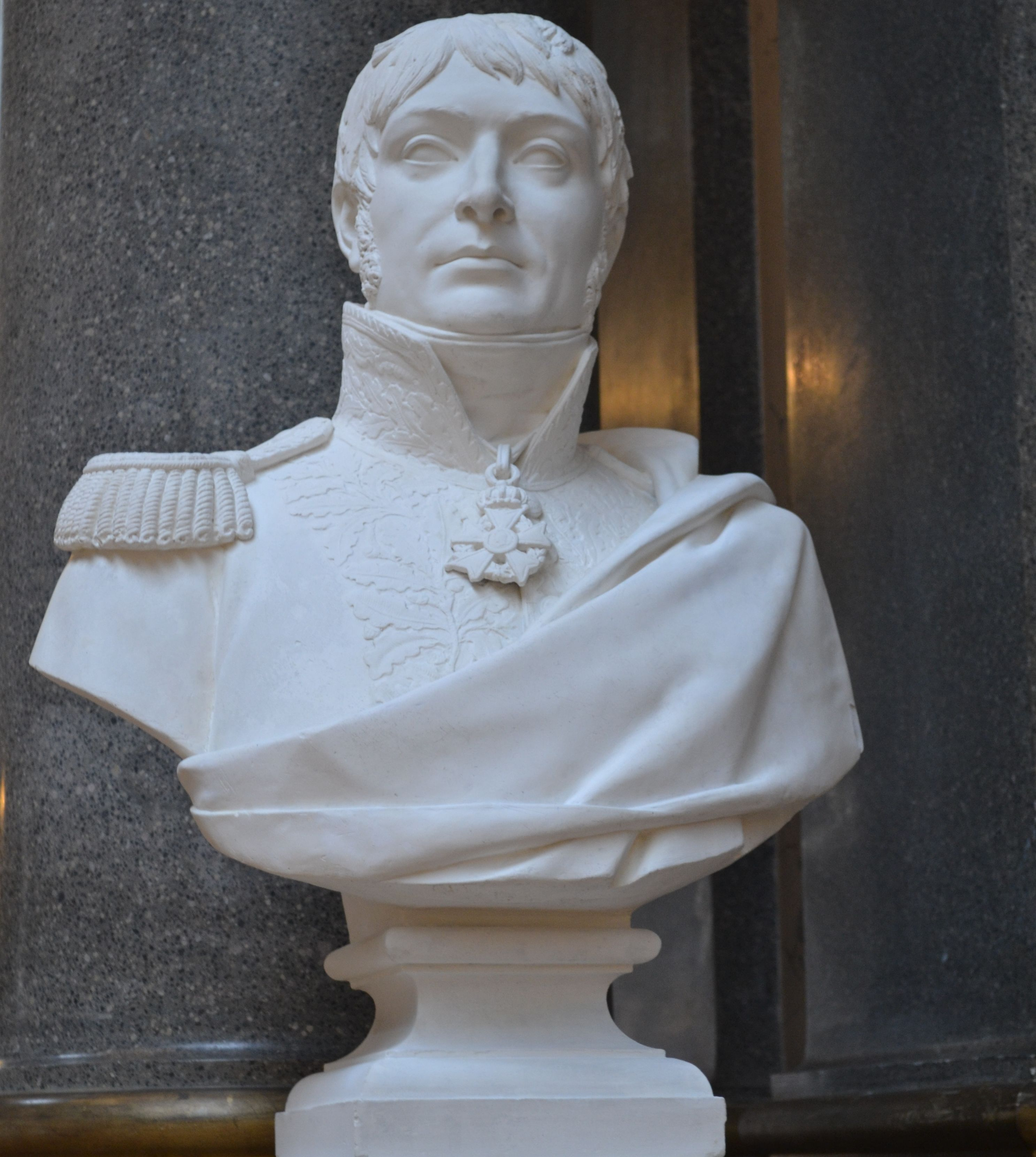
Buste de Jacques Desjardin, Galerie des Batailles du Château de Versailles.

#### Plan coalisée
Les forces coalisées sont, quant à elles, organisées de la sorte : Le prince Frédéric d'York et le comte de Clerfayt commandent les 30 000 hommes de l'aile droite. Cobourg, commandant en chef, dirige le centre de 65 000 hommes dont le quartier général se trouve au Cateau-Cambrésis. Franz Wenzel dirige l'aile gauche, forte de 27 000 hommes. Le gros de ces troupes se trouve près de Bettignies, avec une garnison de 2 000 hommes à Charleroi et une force d'observation de 5 000 hommes sous les ordres de De Riese qui surveille les passages de la Sambre et de la Meuse.

### Préparations
Après avoir reçu ces nouvelles directives, Charbonnier rassemble son état-major le 7 mai et défini cette organisation : le groupe lancera l'offensive le 10 mai, le corps de Desjardin traversera la Sambre à l'ouest de Thuin. Laissant 5 000 hommes à Beaumont pour garder la route de Philippeville, l'armée de Charbonnier doit passer par Thuillies et franchir la Sambre à l'est de Thuin. Une fois la rivière traversée, les divisions de l'Armée du Nord se dirigeront vers Mons en passant par le Mont-Sainte-Geneviève. Pendant ce temps, l'Armée des Ardennes passera par Leval tout en déployant une garde de flanc à l'est, à Fontaine-l'Évêque. Toutefois, Charbonnier trouve cette tactique « très délicate et très difficile » et récrimine à Desjardin qu'une attaque sur Charleroi serait tout aussi bonne.
Dans l'armée des Ardennes, Marceau se voit confier le contrôle tactique de sa division et de celle de Jacob. Les deux divisions d'environ 17 000 soldats devront mener la poussée principale sous la conduite d'une avant-garde sous les ordres de Jean Hardÿ. Un détachement commandé par le général Vezu doit aller en avant de Charleroi et tenir en échec le camp de La Tombe. Trois divisions de l'Armée du Nord, sous les ordres de Desjardin, sont massées entre Maubeuge et Beaumont. Le 9 mai, une avant-garde composée d'un régiment de cavalerie, de cinq bataillons d'infanterie et d'une demi-compagnie d'artillerie légère est constituée et confiée au général Duhesme.
Alors que les préparatifs sont fins prêt, Saint-Just et Le Bas estiment que Pichegru a ordonné l'offensive avec trop de précipitation. Ils souhaitent faire une pause de plusieurs jours afin d'améliorer l'organisation des unités et de choisir des commandants ayant la confiance des soldats. Lors d'une conférence à La Capelle le 9 mai, Desjardin convainc finalement les deux représentants que l'armée est prête à attaquer et qu'il est trop tard pour annuler les ordres.

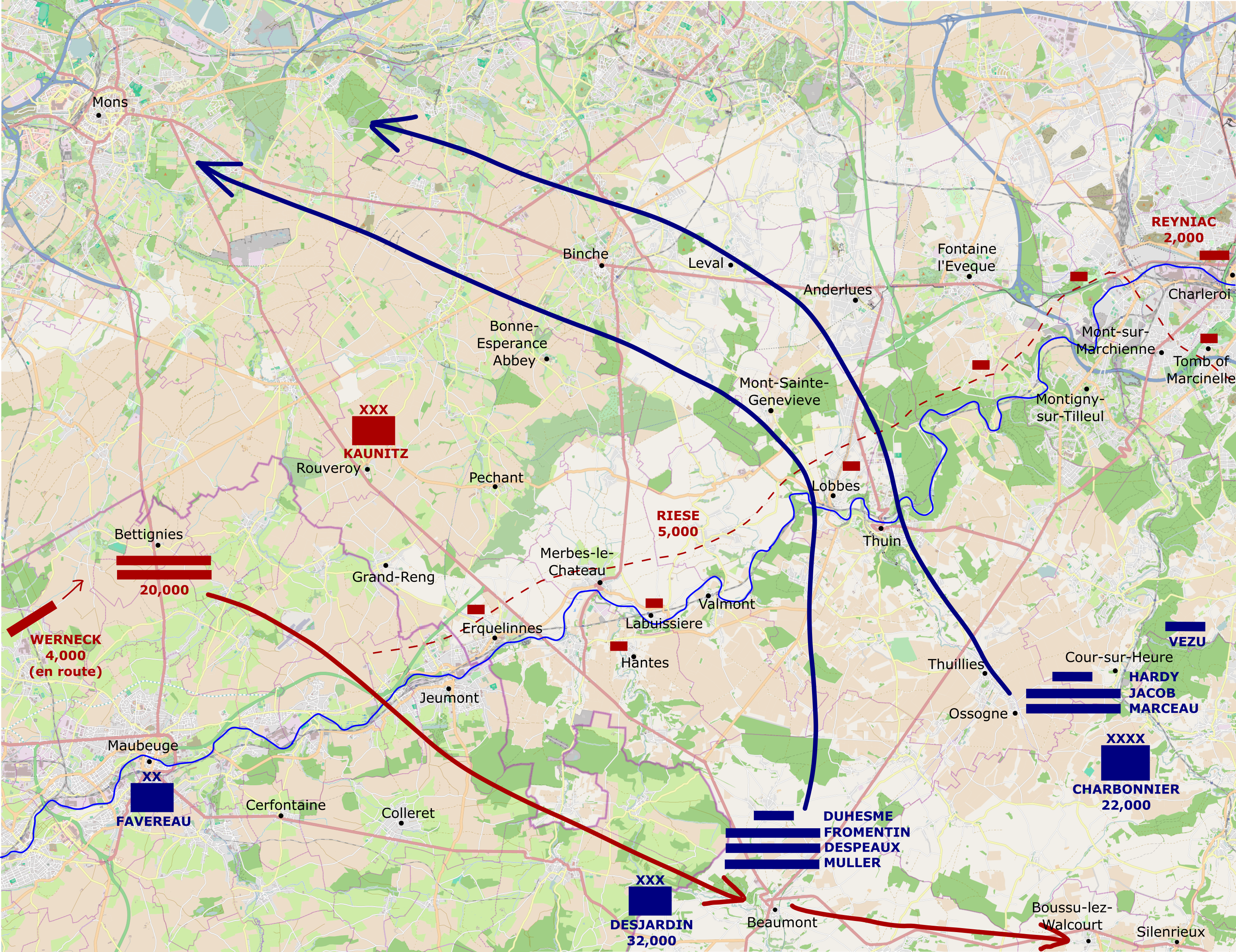
Plans de campagne coalisés et français sur la Sambre en mai 1794. Les Français avaient pour objectif ultime la prise de Mons, tandis que les Alliés espéraient s'emparer de Beaumont et de Boussu-lez-Walcourt

### Forces en présence

#### Françaises
Côté français, sur les 140 000 hommes présents dans la région, seuls environ 50 000 hommes participeront à la bataille.

##### Divisions sous le commandement direct de Charbonnier
- Division Jacob
- Détachement Duhesne
- Détachement Vézu

##### Divisions de Maubeuge destiné à l'attaque de Mons, sous le commandement direct de Desjardin
- Division Muller ( 14 075 hommes[15])
- Division Fromentin ( 10 619 hommes )
- Division Despeaux ( 7 042 hommes )
- Division Marceau

#### Coalisées
Les forces coalisées du général Cobourg sont fortes de 24 000 hommes. Le 4 mai, Kaunitz estime les troupes françaises à 30 000 hommes et demande des renforts pour empêcher ses adversaires à franchir la Sambre. Il reçoit seulement 4 000 hommes mais surtout du matériel indispensable dont des canons et de la poudre.

## Bataille

### 10 au 12 mai: escarmouches et avancées des Français

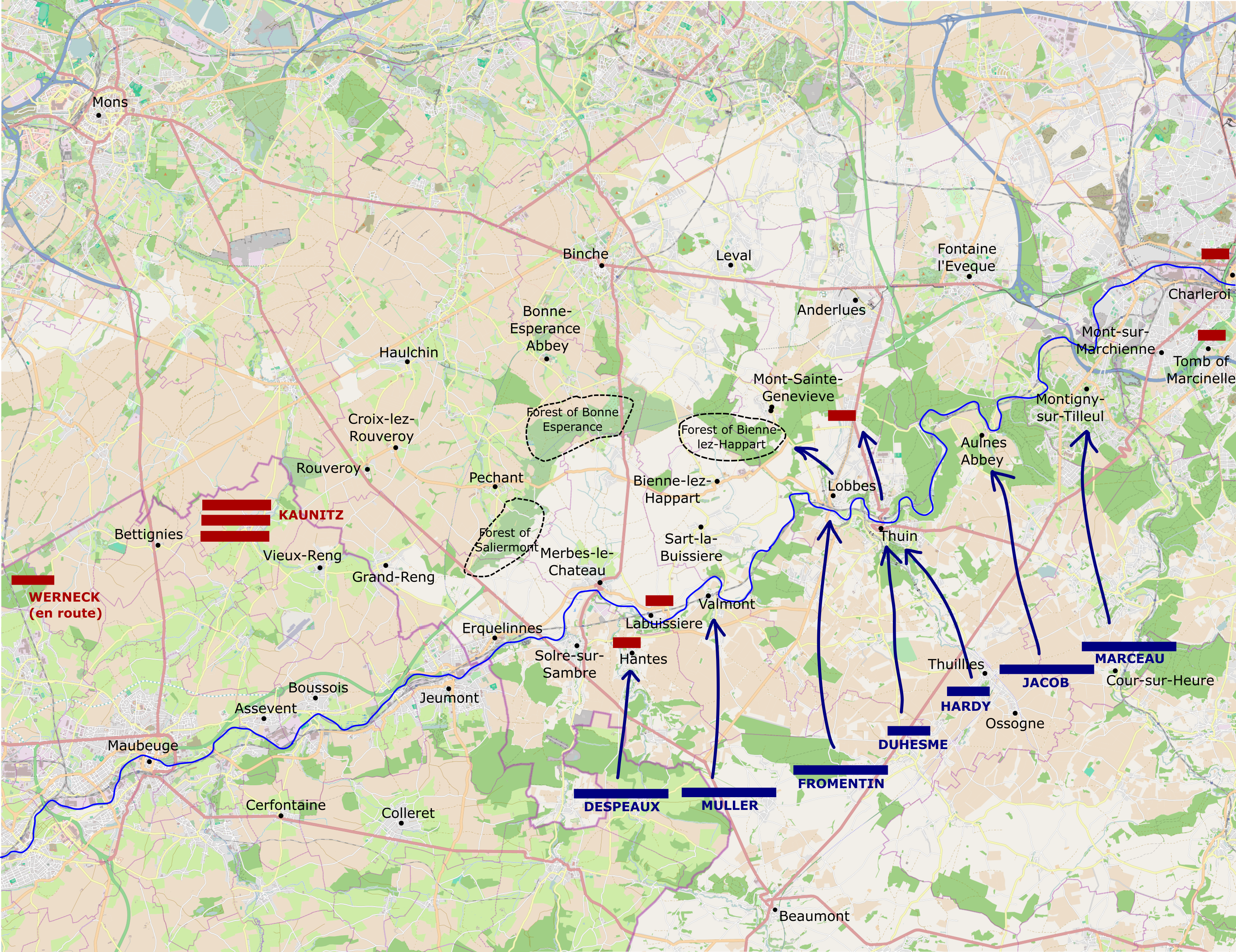
Mouvements du 10 mai. Les Français commencent à franchir la Sambre

Le 10 mai, l'armée française s'empare des points de passage de Thuin et de Lobbes. Les divisions de Hardy et de Duhesme franchissent la Sambre après des affrontements face à des coalisés. Dans la même journée, la Division Fromentin franchit à son tour la Sambre après y avoir délogé des Autrichiens. À la tombée de la nuit, les coalisés tiennent encore les camps retranchés de Hantes, Labuissière et La Tombe. Un conseil de guerre à lieu peu de temps après ; il fait apparaître des tensions entre Charbonnier et le reste des officiers, ces derniers le pensant trop inexpérimenté pour les mener au combat. Déjà le 6 mai, le représentant du peuple Choudieu écrivait au Comité du Salut public ces mots :

« Tâchez d'envoyer à l'armée des Ardennes un général expérimenté. Charbonnier qui commande cette armée ne sait rien ; il est incapable de remplir la tâche importante dont elle va être chargée »

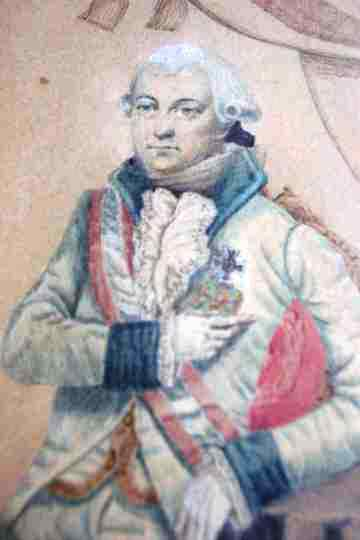
Franz Wenzel von Kaunitz

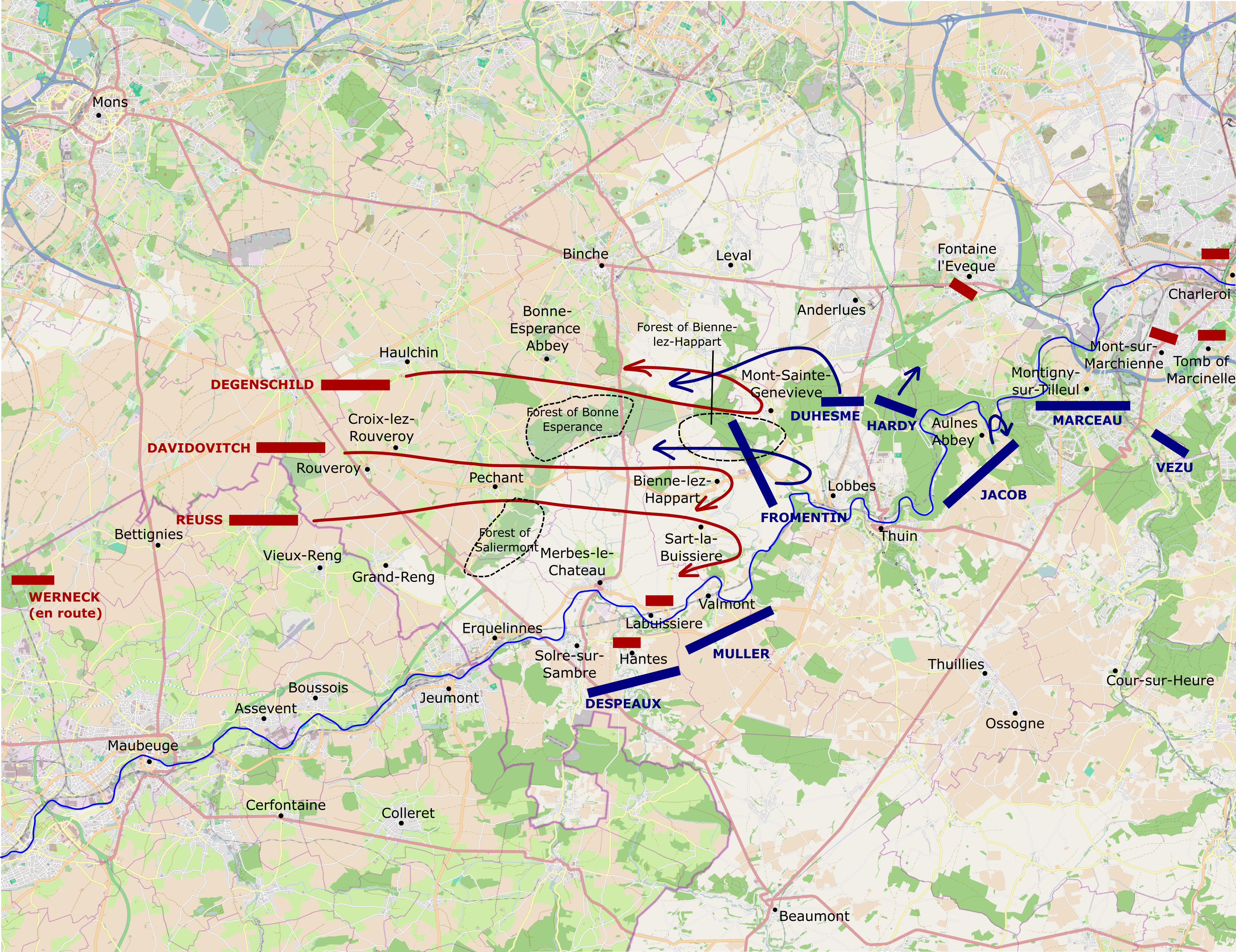
Mouvements du 11 mai. Kaunitz lance une attaque avec sa force principale sur la division de Fromentin et la force presque à traverser la rivière, mais il la repousse avec l'aide opportune de l'avant-garde de Duhesme. Kaunitz se retire ensuite vers Rouveroy dans la soirée, car il devient évident qu'il est en infériorité numérique.

Le 11 mai à midi, les Autrichiens attaquent les formations de tête de Fromentin dans le bois de Bienne-lez-Happart, où se déroulent les principaux combats de la journée. Dans un premier temps, les hommes de Fromentin sont contraints de reculer presque jusqu'au pont de Lobbes. L'avant-garde de Duhesme, qui avançait vers le nord sur la route de Thuin à Anderlues, fit demi-tour lorsque les bruits de la bataille se firent entendre à son arrière. Ensemble, Duhesme et Fromentin boutèrent les forces coalisées des bois après une lutte qui dura toute la journée, sous une pluie persistante qui provoqua des ratés dans les tirs de nombreux mousquets. Plus loin à l'est, l'attaque de Jacob échoue. Kaunitz apprend par des prisonniers qu'il est confronté à 45 000 Français et décide alors de se retirer sur les hauteurs de Rouveroy. Il ordonne au colonel Kienmayer d'assurer cette retraite avec 7 escadrons de hussards et 3 bataillons de grenadiers si les Français tentaient de les attaquer par l'arrière. Mais les Français ne peuvent pas poursuivre les troupes coalisées car les soldats n'ont pas été approvisionnés depuis la veille en raison de l'état affligeant des routes. Le lendemain, chaque soldat reçoit finalement une double ration et des cartouches de munitions, permettant à Desjardin de reprendre l'offensive dès le 12 mai à midi.

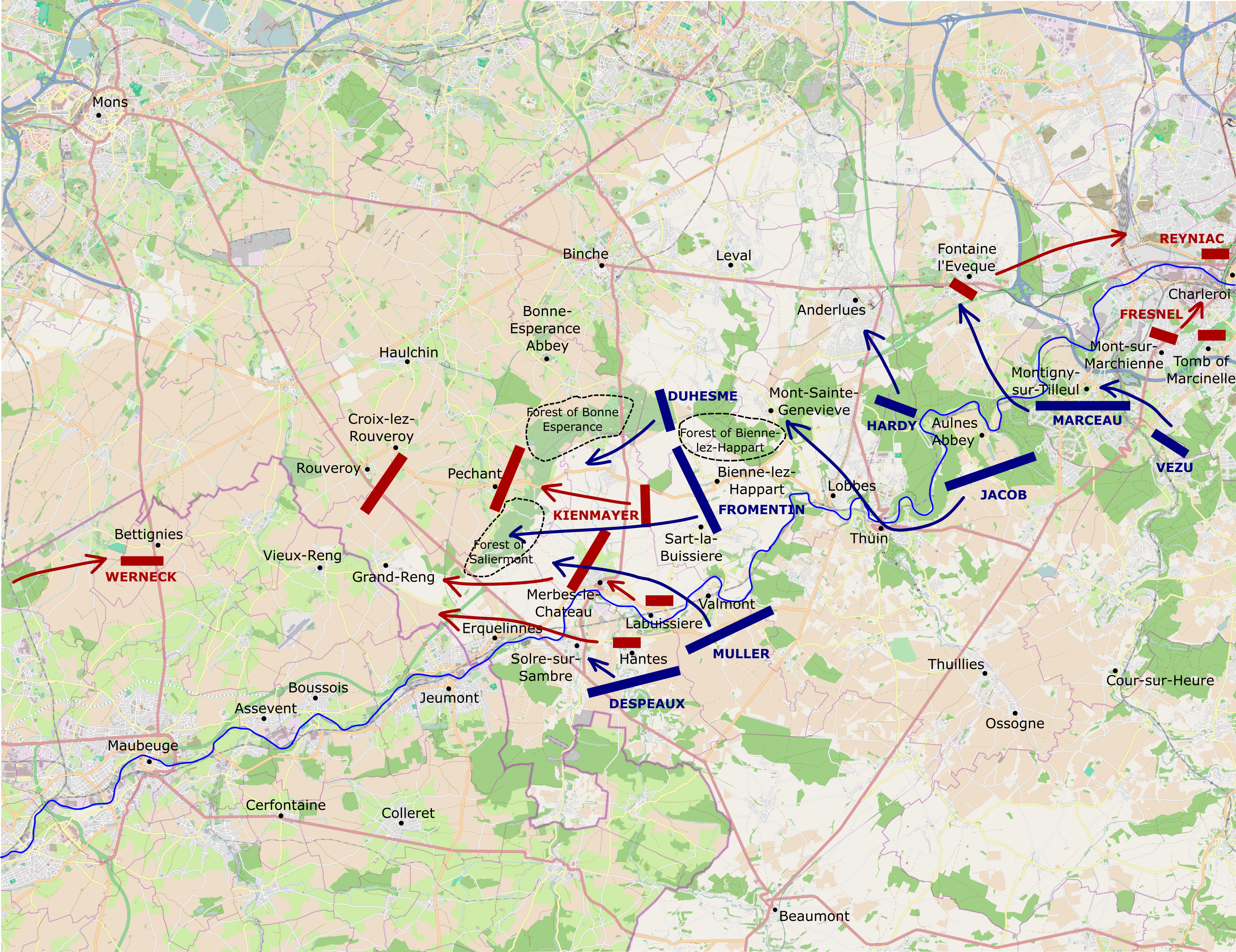
Mouvements du 12 mai. Fromentin et Duhesme repoussent l'arrière-garde coalisée, forçant les forces qui défendent les passages de la Sambre à battre en retraite et permettant à Muller et Despeaux de franchir la Sambre. Kaunitz fait reculer ses forces pour prendre position près de Rouveroy.

Cette offensive à pour objectif la prise de Merbes-le-Château, dernière étape avant Mons. Kaunitz décide alors de séparer son armée en trois groupes : l'un sur Merbes-le-Château, l'autre sur Péchant, et le dernier sur Rouveroy. Pendant ce temps, la Division Marceau conquiert Fontaine-L'Evêque et s'y installe pour protéger le flanc droit de Desjardin. Les divisions Jacob et Marceau marchent toutes deux sur leur objectif respectif, sans résistance. Au contraire, Duhesme et Fromentin se heurtent à l'avant-garde de  Kienmayer. À la suite d'affrontements d'une durée d'une heure, les Français font fuir les troupes coalisées et menacent alors le gros des troupes autrichiennes sur leur côté gauche. Kienmayer est alors obligé d'affronter une nouvelle fois les Français pour permettre à Kaunitz de se retrancher un peu plus loin. La confrontation conduit à la perte de 130 hommes côté autrichien contre près de 1 400 côté Français. Pourtant Desjardin est satisfait de l'avancée de son armée et décide de l'arrêter pour ce jour. Un évènement fait basculer la tendance vers 11 heure du soir lorsque Desjardin apprend que les forces de Kaunitz vont être doublées, soutenues par des renforts d'environ 30 000 hommes du général Werneck, positionnés à environ 5 km au sud-ouest de Rouveroy. Néanmoins, nous savons aujourd'hui  que ces forces avaient été largement grossis, les coalisés ne bénéficiant que de  22 353 hommes dont environ 4 500 hollandais.

### 13 mai: affrontement final

#### Derniers préparatifs
Desjardin décide d'attaquer en premier les forces de Kaunitz avant qu'elles soient renforcées par Werneck. De ce fait, il ordonne l'assaut de Rouveroy le 13 mai dans la nuit. Vers 5 heure du matin, alors que Desjardin est convaincu d'avoir affaire à 60 000 coalisés, les Français débutent leur marche vers les positions ennemies. Duhesme et Fromentin prennent rapidement le village de Péchant, faiblement gardé, et divise une partie de leurs troupes pour appuyer le flanc droit.

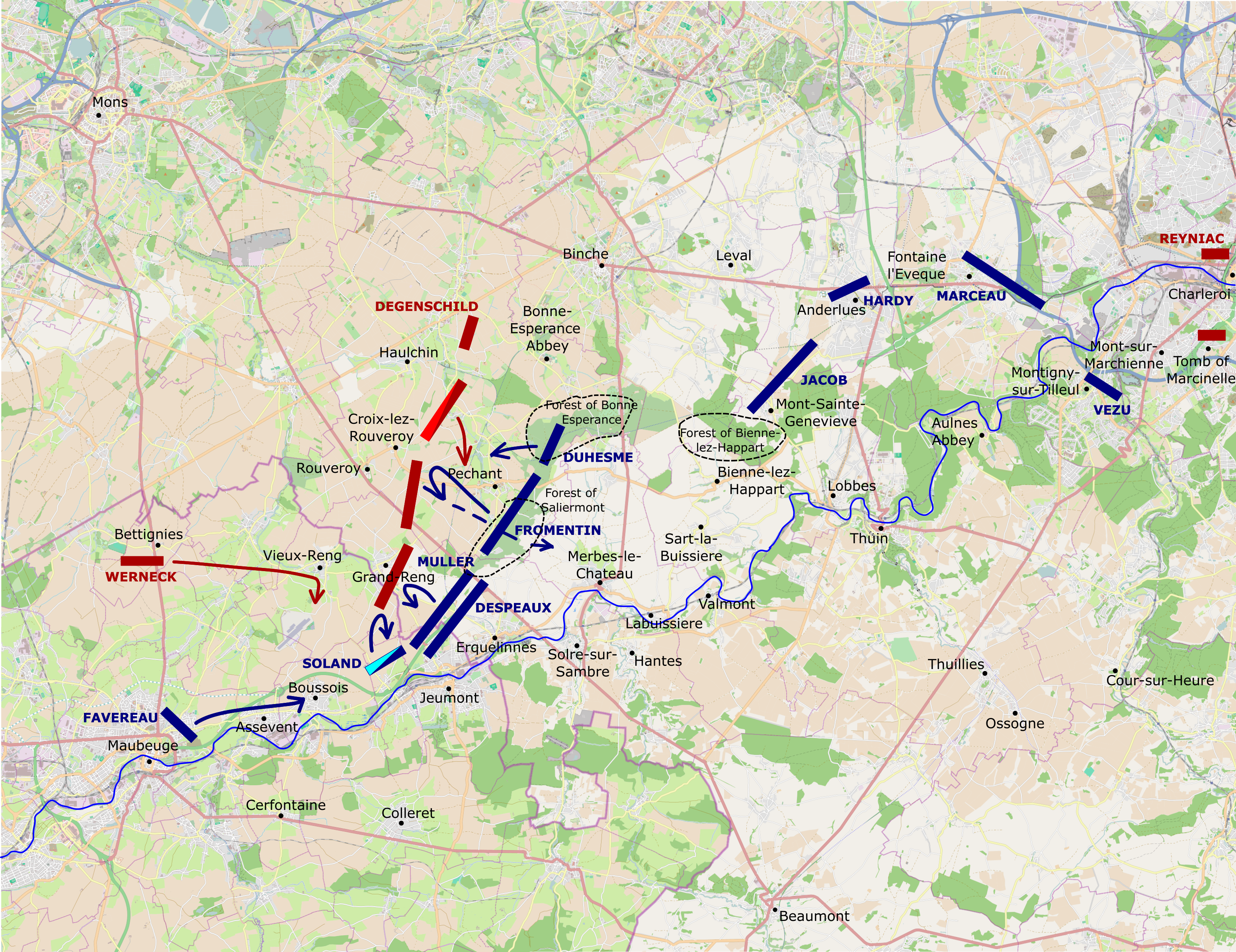
Matinée du 13 mai. Les attaques françaises contre les défenses coalisées de Grand-Reng et de Croix échouent. La cavalerie autrichienne découpe la division de Fromentin et la force à battre en retraite, couverte par l'avant-garde de Duhesme.

Aux alentours de midi, les Français arrivent vers la position principale tenue par les Autrichiens. Kaunitz, qui a prévu le mouvement offensif des Français, a installé le gros de ses troupes sur les hauteurs situées au Sud-Ouest de Rouveroy ; à sa droite, il fait tenir Grand-reng par un bataillon et deux divisions. Sa gauche est couverte par 4 bataillons tandis que la plus grosse fraction de la cavalerie autrichienne est disposée entre Croix  et Haulchin . Enfin la position a été renforcée par quelques fortifications.

#### Confrontation
Il est intéressant de noter que malgré une supériorité numérique importante, les Français se retrouvent durant la bataille en difficulté à cause du terrain, propice à la cavalerie autrichienne, ainsi qu'en raison de la supériorité de l'artillerie coalisée qui est en place sur les hauteurs depuis plusieurs jours.

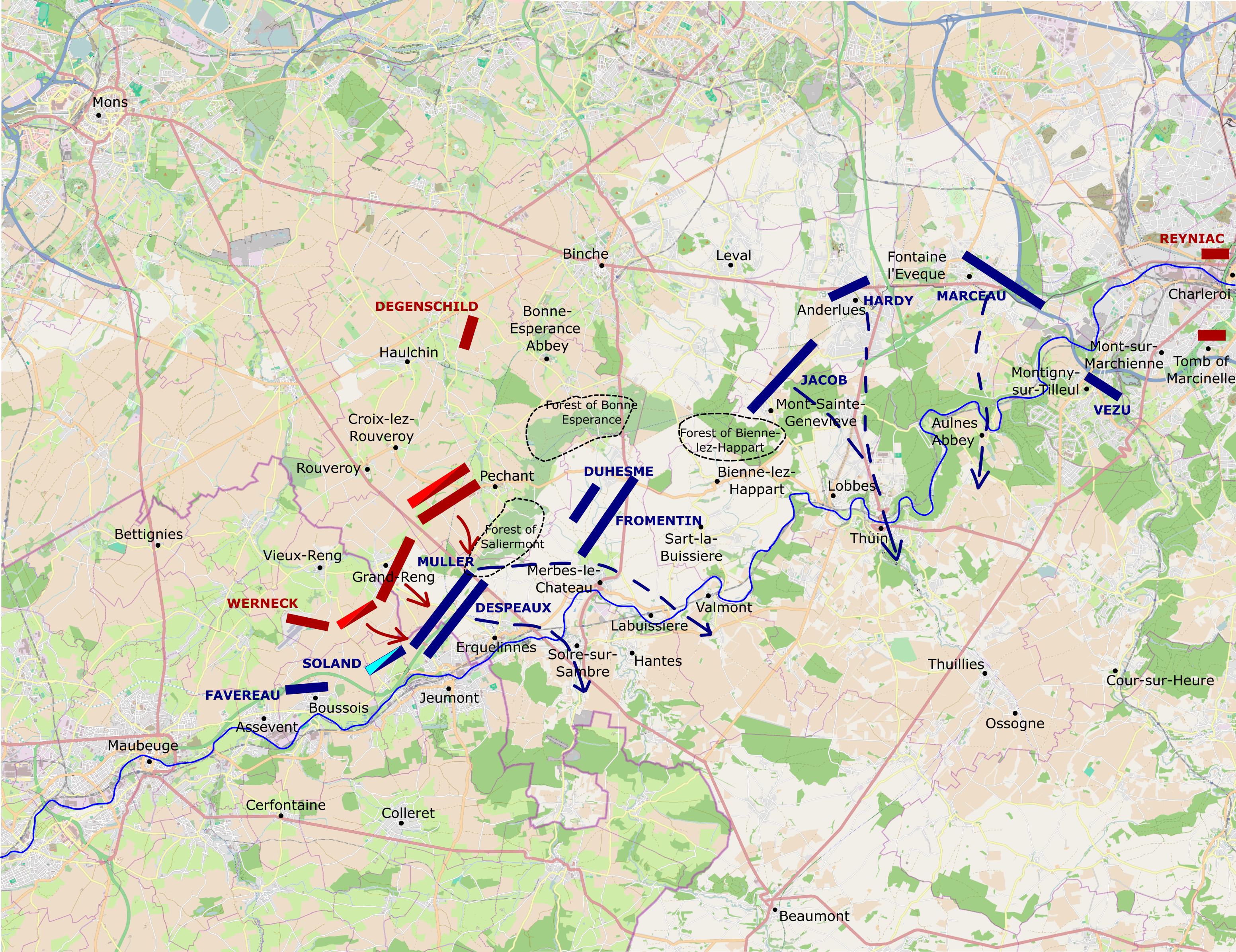
Après-midi du 13 mai. Les combats autour de Grand-Reng sont dans l'impasse, mais le retrait de Fromentin et de Duhesme expose les flancs droits de Muller et de Despeaux. Rassemblant une réserve de cavalerie sous les ordres de Kienmayer, Kaunitz lance une dernière attaque sur les deux flancs des Français épuisés, obligeant Desjardin à se replier. Duhesme reste sur la rive nord pendant la nuit pour couvrir le retrait des dernieres français.

Les combats sur le côté gauche sont favorables aux coalisés. Les forces de Despeaux et Muller sont repoussées, subissant de lourdes pertes, pilonnées d'une part par l'artillerie et harcelées de l'autre par la cavalerie de Soland. Au centre et sur la droite, les forces de Duhesme et  de Fromentin sont contraintes de traverser une plaine pour atteindre leur objectif, Croix. Ils sont alors attaqués par la cavalerie coalisée à la suite d'une erreur commise par le chef d'escadron Boisset, responsable de la cavalerie française, chargée de protéger l'infanterie en cas de charge autrichienne. Boisset redispose ses troupes sur la droite, croyant à une attaque sur ce côté alors que les Autrichiens assailles les colonnes françaises de l'autre. Les forces de Fromentin sont obligées de battre en retraite et de regagner leur position de la veille dans une semi-déroute qui aurait permis aux Autrichiens d'encercler l'aile gauche française si Desjardin n'était pas parvenu à empêcher ses adversaires à s'infiltrer dans la brèche créée par Fromentin.
Finalement, Despeaux et Muller parviennent à prendre Grand-reng par une charge à la baïonnette victorieuse mais sont engagés à plusieurs reprises par la cavalerie de Soland qui ne les lâche pas. A ce moment, arrivent sur le champ de bataille les troupes de Werneck. Kaunitz, confiant, décide de concentrer ses efforts sur l'aile gauche pour la défaire totalement. Vers 5 heure du matin, Desjardin ordonne la retraite qui est une réussite grâce à l'obscurité de la nuit. Les troupes françaises repassent la Sambre par des ponts reconstruits à la hâte tandis que la division de Fromentin reste, quant à elle, non loin du lieu  de la défaite. Duhesme, blessé à l'aine, écrit le jour suivant : « J'appris  que toute l'armée avait battu en retraite, qu'il ne restait plus que quelques troupes du général Muller qui filaient pour passer le pont. ». Il décide tout de même de contre-attaquer sur plusieurs points avec le reste de ses troupes pour empêcher les Autrichiens de franchir la Sambre et poursuivre l'armée de Desjardin. Ses troupes attaquent brusquement les forces coalisées dans le bois de Sallièremont et les bloquent dans leur route, les repoussant jusqu'à leur position de la veille.

## Pertes
Au cours des quatre jours de combat, les pertes françaises s'élèvent à 3000 soldats tués ou fait prisonniers alors que les coalisés ne perdent qu'environ 2 000 hommes.

## Conséquences

### Court terme
Les troupes françaises se retrouvent finalement au même point que le 10 mai, avec néanmoins des pertes non négligeables et un désordre qui empêche toute nouvelle offensive ou retraite pendant plusieurs journées. Il est certain qu'une offensive massive de Kaunitz aurait probablement porté un coup fatal à notre armée.

### Examen de l'attaque française
Selon Pichegru, une armée dotée de 53 000 hommes aurait dû parvenir à ses fins face à un ennemi bien inférieur en nombre. Pour l'historien Victor Dupuis, il est clair que l'état déplorable du moral français et du commandement inefficace des généraux sont à l'origine de cette cruelle défaite. D'un côté, Desjardin fut incapable de prendre les décisions judicieuses face à un ennemi mieux préparé. D'un autre côté, Charbonnier a fait le choix de mener une attaque sur Charleroi, décision opposé à celle de l'état-major, divisant les forces armées françaises en deux groupes de 30 000 et 25 000 hommes.
Le commandement de Desjardin est largement critiqué, tout d'abord les deux jours ( 9 et 10 mai ) passés sous les armes sont blâmés. De plus, le choix de s'étendre sur un large front semble mauvais car les 32 000 français réunis, fonçant depuis Thuin sur les troupes de Kaunitz auraient sûrement donné un résultat plus satisfaisant. Il s'avère également qu'il aurait été préférable d'attaquer au plus vite Kaunitz, avant qu'il gagne des renforts. Puisque son adversaire battait en retraite dans la matinée du 12, couvert par une faible arrière-garde, Desjardin aurait pu reprendre la marche le 12 mai, dès l'aube, bousculer l'ennemi à engager la bataille le même jour. Dès lors, les Autrichiens n'auraient pas, au préalable, préparés de fortifications et n'auraient eu le temps de replacer leur artillerie dans un point stratégique.

« C'est donc avec 35,000 hommes à peine, que ce général se présente, à peu près sans espérance, devant les 22,000 Impériaux, dans un dispositif trop ouvert, sur un terrain défavorable et sans artillerie lourde, alors que son ennemi est solidement replié derrière une position qu'il a eu le temps d'organiser défensivement »

— Victor Dupuis
Duhesme écrira dans ses mémoires : « Nous étions tous dans l'enfance de l'art militaire ».

### Moyen terme
Après un conseil de guerre le 16 mai, les troupes françaises sont réprimandées pour leur desordre et l'état-major leur transmet un message dans lequel est inscrit notamment : « Nous vous rappelons à la discipline rigoureuse qui seule peut tous faire vaincre et qui épargne votre sang ». Toute l'armée est remaniée et la majorité des divisions sont dissoutes puis recrées de manière différente, en prenant soin d'accorder du repos aux soldats.